# Das Kindermädchen – Mission Mauritius
Mission Mauritius ist eine deutsche Filmkomödie von Peter Gersina aus dem Jahr 2017. Es handelt sich um den Pilotfilm der ARD-Reihe Das Kindermädchen mit Saskia Vester als Kinderbetreuerin Henriette Höffner in der Hauptrolle. Die deutsche Erstausstrahlung erfolgte am 20. Oktober 2017 auf dem ARD-Sendeplatz „Endlich Freitag im Ersten“.

## Handlung
Mit einer selbstgebastelten Website gibt sich Henriette Höffner als qualifizierte Kinderbetreuerin aus und bekommt einen Auftrag bei dem reichen Hotelbesitzer Dieter Waldner auf der Insel Mauritius. Nach anfänglichen Schwierigkeiten kann sie die Herzen der Kinder gewinnen, die mit dem kürzlichen Tod ihrer Mutter klarkommen müssen. Der zuweilen strenge Vater verfällt dabei immer mehr seiner neuen Liebe, der unsympathisch wirkenden Veronika Fuchs. Henriette Höffner kann die neue Flamme des Familienvaters allerdings mit Unterstützung von Waldners Assistentin Jaqueline als Betrügerin entlarven. Mit großem Dank wird Henriette Höffner wieder verabschiedet und mit der neuen Freundin an Waldners Seite, seiner langjährigen Assistentin Jacqueline, sind die Kinder mehr als zufrieden.

## Hintergrund
Mission Mauritius wurde vom 21. Februar 2017 bis zum 9. April 2017 in München und auf Mauritius gedreht. Produziert wurde der Film von der FFP New Media.

## Kritik
Die Kritiker der Fernsehzeitschrift TV Spielfilm zeigten mit dem Daumen nach unten und vergaben für den Humor einen von drei möglichen Punkten. Sie resümierten: „Mission zurück in die biederen alten Zeiten“.